# Miconia oldemanii
Miconia oldemanii är en tvåhjärtbladig växtart som beskrevs av John Julius Wurdack. Miconia oldemanii ingår i släktet Miconia och familjen Melastomataceae.
Artens utbredningsområde är Franska Guyana. Inga underarter finns listade i Catalogue of Life.